# Nikólaos Siranídis
Nikólaos « Níkos » Siranídis (grec moderne : Νικόλαος Σιρανίδης), né le 26 février 1976 à Athènes, est un plongeur grec.

## Biographie
Aux Jeux olympiques d'été de 2004 à Athènes, Nikólaos Siranídis remporte la médaille d'or dans l'épreuve du plongeon synchronisé à 3 mètres avec Thomás Bímis.